# Тверецкое сельское поселение
Твере́цкое се́льское поселе́ние – муниципальное образование в составе Торжокского района Тверской области. На территории поселения находится 7 населенных пунктов.
Центр поселения – посёлок Тверецкий.
Образовано в 2005 году, включило в себя территорию Тверецкого сельского округа.

## Географические данные
- Общая площадь: 68,1 км² (наименьшая среди поселений района).
- Нахождение: северная часть Торжокского района.
  - Граничит:
    - на севере — с Выдропужским сельским поселением Спировского района Тверской области
    - на востоке — с Будовским сельским поселением
    - на юге — с Большесвятцовским сельским поселением
    - на западе — с Осташковским сельским поселением.

На востоке поселения протекает река Тверца, и здесь в неё впадает река Осуга.

## Население
По переписи 2002 года – 1412 человек, на 01.01.2008 – 1406 человек. 
Национальный состав: русские.

## Населенные пункты
На территории поселения находятся следующие населённые пункты:

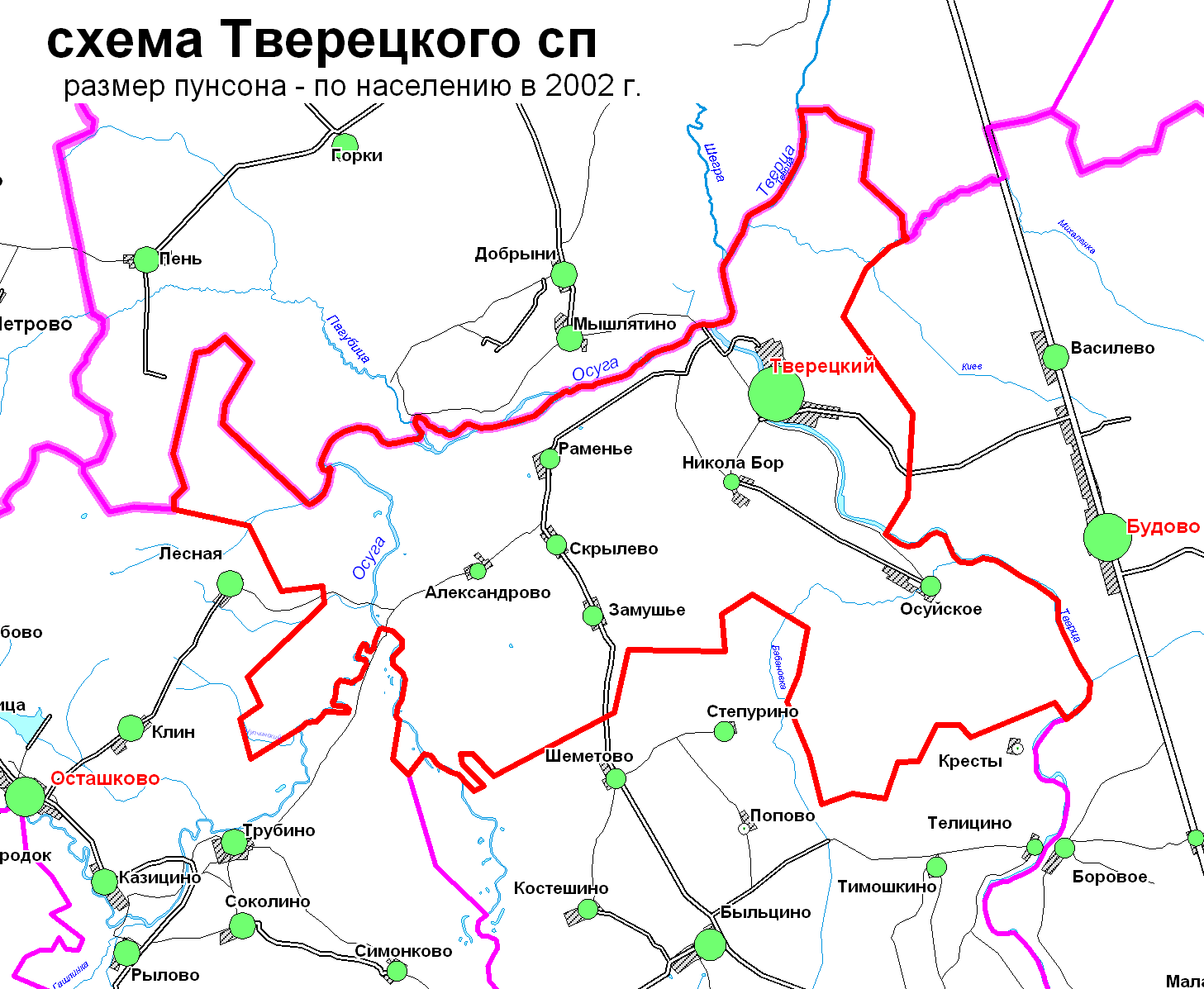
Схема Тверецкого сп

| Тип  | Название     | Население | Население | Население |
| Тип  | Название     | 1996      | 2002      | 2008      |
| ---- | ------------ | --------- | --------- | --------- |
| пос. | Тверецкий    | 704       | 598       | 625       |
| дер. | Замушье      | 1         | 8         | 3         |
| дер. | Александрово | 14        | 4         | 9         |
| дер. | Скрылево     | 1         | 9         | 3         |
| дер. | Раменье      | 3         | 9         | 1         |
| дер. | Осуйское     | 11        | 6         | 7         |
| дер. | Никола Бор   | 15        | 2         | 6         |

## История
В XI-XIV вв. территория поселения относилась к  Новгородской земле и составляла часть «городовой волости» города Торжка (Нового Торга).
В XV веке присоединена к Москве.
- После реформ Петра I территория поселения входила:
  - в 1708-1727 гг. в Санкт-Петербургскую (Ингерманляндскую 1708-1710 гг.) губернию, Тверскую провинцию,
  - в 1727-1775 гг. в Новгородскую губернию, Тверскую провинцию,
  - в 1775-1796 гг. в Тверское наместничество, Новоторжский уезд,
  - в 1796-1929 гг. в Тверскую губернию, Новоторжский уезд,
  - в 1929-1935 гг. в Московскую область, Новоторжский район,
  - в 1935-1963 гг. в Калининскую область, Новоторжский район,
  - в 1963-1990 гг. в Калининскую область, Торжокский район,
  - с 1990 в Тверскую область, Торжокский район.

В середине XIX-начале XX века деревни поселения относились к Раменской волости Новоторжского уезда. В 50-е годы XX века деревни поселения относились к Скрылевскому сельсовету.

## Известные люди
- Александр Александрович Виноградов — советский и российский журналист и писатель. Главный редактор и директор издательства «Детская литература». Родился в деревне Скрылёво.